# Pimus
Genre
Pimus est un genre d'araignées aranéomorphes de la famille des Amaurobiidae.

## Distribution
Les espèces de ce genre sont endémiques des États-Unis. Elles se rencontrent en Californie et en Oregon.

## Liste des espèces
Selon World Spider Catalog (version 17.5, 13/09/2016) :
- Pimus desiccatus Leech, 1972
- Pimus eldorado Leech, 1972
- Pimus fractus (Chamberlin, 1920)
- Pimus hesperellus Chamberlin, 1947
- Pimus iviei Leech, 1972
- Pimus leucus Chamberlin, 1947
- Pimus napa Leech, 1972
- Pimus nawtawaketus Leech, 1972
- Pimus pitus Chamberlin, 1947
- Pimus salemensis Leech, 1972

## Publication originale
- Chamberlin, 1947 : A summary of the known North American Amaurobiidae. Bulletin of the University of Utah, vol. 38 no 8, p. 1-31.